# 市立稚内こまどり病院
市立稚内こまどり病院（しりつわっかないこまどりびょういん）は、北海道稚内市にある公立病院。国立療養所稚内病院を前身としており、2003年（平成15年）に国から稚内市に移譲され開院した。また、同院は内科の一般外来に加えて医療保険適用の療養型病院であり、入院患者の在宅復帰を促進している。

## 概要

### 病院理念
- 「安全、安心、満足」をおとどけし、信頼される病院を目指します[1]

## 沿革
- 1941年（昭和16年）12月 - 旧陸軍兵舎の一部を改造し、30名収容の陸軍病院として創設。
- 1945年（昭和20年）12月1日 - 国立宗谷病院として開設。
- 1950年（昭和25年）4月1日 - 結核療養所に転換し、国立療養所宗谷病院に改称。
- 1951年（昭和26年）4月1日 - 国立稚内療養所に改称。
- 1981年（昭和56年）4月3日 - 国立療養所稚内病院に改称。
- 2003年（平成15年）
  - 2月13日 - 国と稚内市が国立療養所稚内病院の移譲契約を取り交わす。
  - 3月1日 - 市立稚内こまどり病院として開設。
- 2022年（令和4年）3月31日 - 入院病床を休床。[3] [4]

## 診療科
- 内科

## 関連施設
- 市立稚内病院
  - 沼川診療所
  - 宗谷診療所
  - 上勇知診療所
  - 曲淵健康管理センター